# Cinq compositions
Cinq compositions is een verzameling werkjes van Christian Sinding. Sinding heeft gedurende zijn muzikale leven talloze werkjes voor piano gecomponeerd. Daarvan behoren er maar een paar die op geluidsdrager zijn uitgebracht. Deze vijf composities voor piano solo behoren dan ook tot het vergeten gedachtegoed van de Noorse componist. 
De stukjes heten:
1. En avant (con fuoco) (B majeur)
2. Etude (allegretto) (As majeur)
3. Humoresque (agitato) (Es majeur)
4. Mélodie (andantino) (c mineur)
5. A la marcia (C majeur)